# Кэмпбелл, Фил
Филип Энтони Кэмпбелл (англ. Philip Anthony Campbell; род. 7 мая 1961 года, Понтиприт, Уэльс) — британский музыкант валлийского происхождения, с 1984 года гитарист хеви-метал-группы Motörhead и бывший гитарист Persian Risk. Обладатель музыкальной премии «Грэмми» 2005 года в составе Motörhead. Официальный эндорсер французского производителя гитар LAG Guitars.

## Биография

### Ранние годы
Филипп Энтони Кэмпбелл родился 7 мая 1961 года в городе Понтиприт, Уэльс, Великобритания. Фил начал играть на гитаре в 10-летнем возрасте. Кумирами юного Фила Кэмпбелла были Джимми Хендрикс, Тони Айомми, Джимми Пейдж, Михаэль Шенкер и Тодд Рандгрен. 12-летний Фил однажды попал на концерт рок-группы Hawkwind и взял автограф у Лемми, будущего основателя Motörhead. К 13 годам Кэмпбелл играл полупрофессионально с эстрадным коллективом под названием Contrast. Позже он присоединился к паб-рок-группе Roktopus, выступавшей в Южном Уэльсе. В 1978 году Фил купил свою первую гитару «Gibson Les Paul» на новогодней распродаже в лондонском магазине. У этой гитары была несчастливая судьба — как и в случае нескольких других инструментов Фила, её украли.
В 1979 году Фил основал собственную хеви-метал-группу Persian Risk. В 1981-м группа выпустила сингл «Calling For You», в 1983-м — сингл «Ridin' High».

### Motörhead
В 1984 году группа, в которой играл один из кумиров Фила, объявила набор музыкантов. Когда Брайан Робертсон покинул Motörhead, Лемми устроил прослушивание и взял в группу сразу двух гитаристов — Фила и Майкла Берстона по прозвищу Пугало (Würzel). Лемми планировал взять в группу одного гитариста, но, услышав, как Кэмпбелл и Берстон играют вместе, не смог устоять и пригласил обоих. 14 февраля 1984 года Motörhead с участием Фила записала трек для эпизода «Бэмби» популярного британского ситкома «Молодые» (The Young Ones). В сентябре вышел новый сборник группы No Remorse — на выпуске сборника настояла студия, опасавшаяся, что Motörhead может потерять популярность с новым составом (кроме гитаристов, к группе присоединился новый ударник Питер Гилл). Лидеру группы удалось записать в сборнике несколько новых песен, пластинка имела коммерческий успех, став «серебряной», а Фил Кэмпбелл отправился с группой в мировое турне.

## Гитары и оборудование
Фил играет на гитарах «LAG», называя их лучшими в мире по звучанию, и в студии, и на живых концертах. Кроме того, на сцене он использует инструмент «Minarik Inferno Guitar», а раньше играл на гитарах «Parker Nitefly», «Claymore», «Kramer», «ESP» и «PRS». Как и Лемми, Фил использует усилители Marshall Amplifiers на живых концертах. В студии был замечен с усилителями Line 6, ENGL, Bogner и Laboga Amps.

## Личная жизнь
Проживает в Понтиприте. Женат, есть трое детей.

## Дискография

### Persian Risk
- 1981 — «Calling for You» b/w «Chase the Dragon» 7"
- 1982 — Heavy Metal Heroes Vol.2
- 1982 — 60 Minutes Plus
- 1983 — All Hell Let Loose
- 1983 — «Ridin' High» b/w «Hurt You» 7"

### Motörhead
- 1986 — Orgasmatron
- 1987 — Rock ’n’ Roll
- 1991 — 1916
- 1992 — March ör Die
- 1993 — Bastards
- 1995 — Sacrifice
- 1996 — Overnight Sensation
- 1998 — Snake Bite Love
- 2000 — We Are Motörhead
- 2002 — Hammered
- 2004 — Inferno
- 2006 — Kiss of Death
- 2008 — Motörizer
- 2010 — The Wörld Is Yours
- 2013 — Aftershock
- 2015 — Bad Magic

### Phil Campbell and the Bastard Sons
- 2016 — Phil Campbell and the Bastard Sons (EP)
- 2018 — The Age Of Absurdity
- 2020 — We're the Bastards
- 2023 — Live in the North
- 2023 — Kings of the Asylum

### Сольные работы
- 2019 — Old Lions Still Roar